# Craugastor inachus
Craugastor inachus är en groddjursart som först beskrevs av Campbell och Savage 2000.  Craugastor inachus ingår i släktet Craugastor och familjen Craugastoridae. IUCN kategoriserar arten globalt som starkt hotad. Inga underarter finns listade i Catalogue of Life.